# أيمي فريدمان
أيمي فريدمان (بالإنجليزية: Aimee Friedman) (1979، كوينز في الولايات المتحدة)؛ كاتِبة، مؤلفة وروائية أمريكية.